# 브로츠와프 중앙역

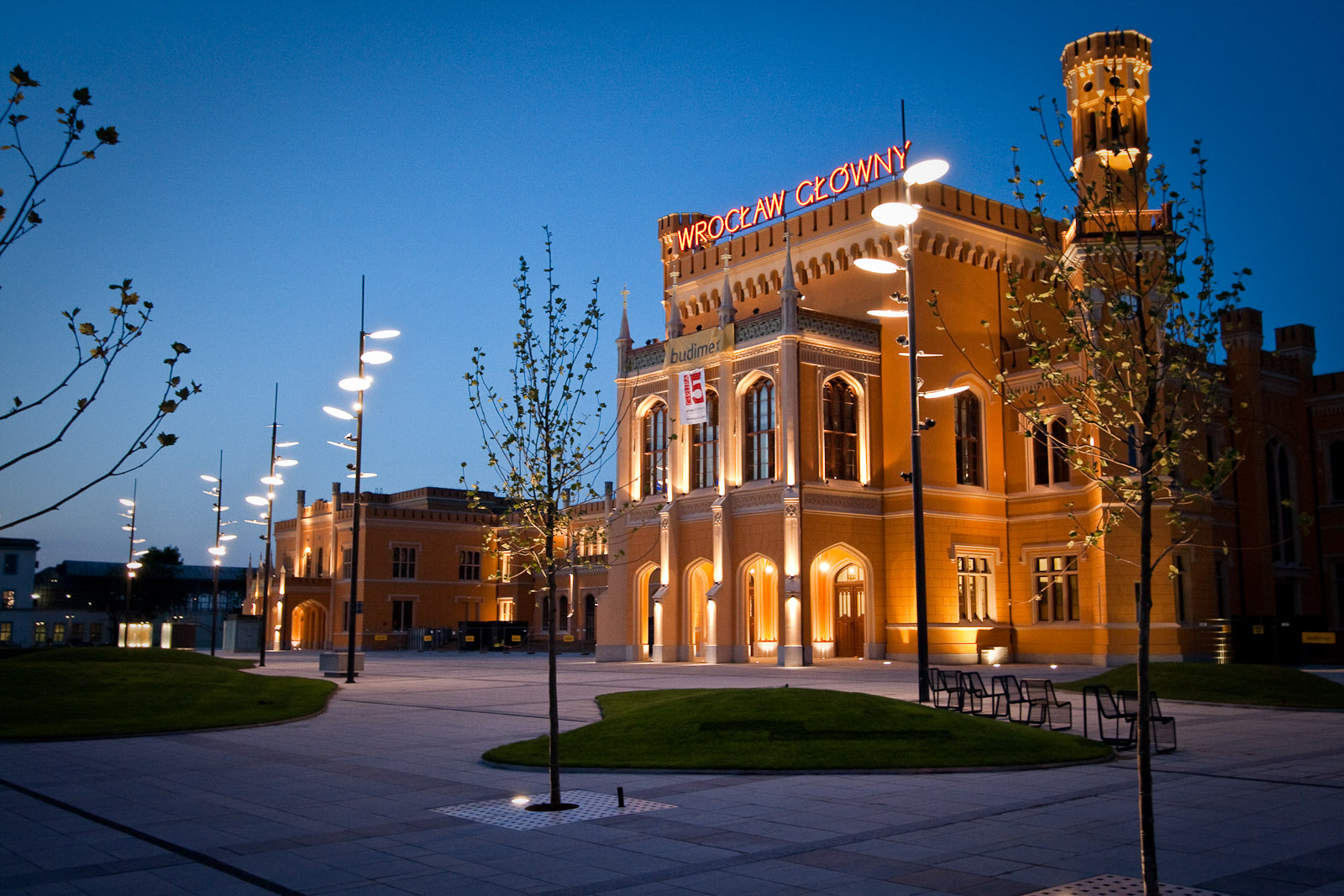
브로츠와프 중앙역

브로츠와프 중앙역(폴란드어: Wrocław Główny)은 폴란드 돌니실롱스크주 브로츠와프의 철도역이다. 브로츠와프에서 가장 크고 중요한 역으로, 여러 중요한 노선의 교차로에 위치한 이곳은 돌니실롱스크주에서 가장 큰 기차역이다.
2023년에는 2,940만 명의 승객을 이용하여 폴란드에서 가장 분주한 기차역 중 하나가 되었다.